# Copadichromis
Copadichromis – rodzaj endemicznych słodkowodnych ryb okoniokształtnych z rodziny pielęgnicowatych (Cichlidae). Są zaliczane do pyszczaków z grupy utaka. Charakteryzują się łagodnym usposobieniem.

## Etymologia
Copadichromis – łac. copadi (stado, gromada) + łac. chromis (kolorowy). Copadichromis można przetłumaczyć jako wielobarwna, stadna ryba.

## Środowisko
Występują w twardych i zasadowych wodach jeziora Malawi (Niasa) w Afryce Wschodniej. Żyją w temperaturze wody 24–29 °C, najczęściej w biotopie litoralu kamienistego. Tworzą ławice. Samce są silnie związane ze swoim terytorium i bronią rewirów obieranych wokół dużych kamieni skalnych. Rzadko występują na głębokościach poniżej 12 m.

## Wygląd i dymorfizm płciowy
Dorosły samiec Copadochromis osiąga rozmiar 16 cm długości ciała, natomiast samica 13 cm.
U dorosłych samców płetwy brzuszne są dłuższe niż płetwy samic. Długość płetw zależy od głębokości, na której przebywają pyszczaki.
Kolorystyka pyszczaków Copadochromis jest różnorodna i zależy od miejsca występowania ryb w jeziorze Malawi.
Elementem wspólnym w wyglądzie wszystkich samców jest kolor niebieski z metalicznym odcieniem, rozciągający się z różną intensywnością od pyska ku podbrzuszu. Drugim kolorem rozciągającym się od podbrzusza do płetw brzusznych i ogona może być kolor czerwony, pomarańczowy, miodowożółty lub bladożółty. Samice są przeważnie koloru pastelowoszarego z żółtymi wypustkami na płetwach brzusznych.
Żywią się głównie planktonem.
Tarło odbywa się najczęściej przy pionowej ścianie zbiornika.

## Klasyfikacja
Gatunki zaliczane do tego rodzaju:
| - Copadichromis atripinnis - Copadichromis azureus - Copadichromis borleyi – pyszczak Borleya - Copadichromis chizumuluensis - Copadichromis chrysonotus - Copadichromis cyaneus - Copadichromis cyanocephalus - Copadichromis diplostigma - Copadichromis geertsi - Copadichromis ilesi - Copadichromis insularis - Copadichromis jacksoni | - Copadichromis likomae - Copadichromis mbenjii - Copadichromis melas - Copadichromis mloto - Copadichromis nkatae - Copadichromis parvus - Copadichromis pleurostigma - Copadichromis pleurostigmoides - Copadichromis quadrimaculatus - Copadichromis trewavasae - Copadichromis trimaculatus – pyszczak trójplamy - Copadichromis verduyni - Copadichromis virginalis |

Gatunkiem typowym jest Haplochromis quadrimaculatus.

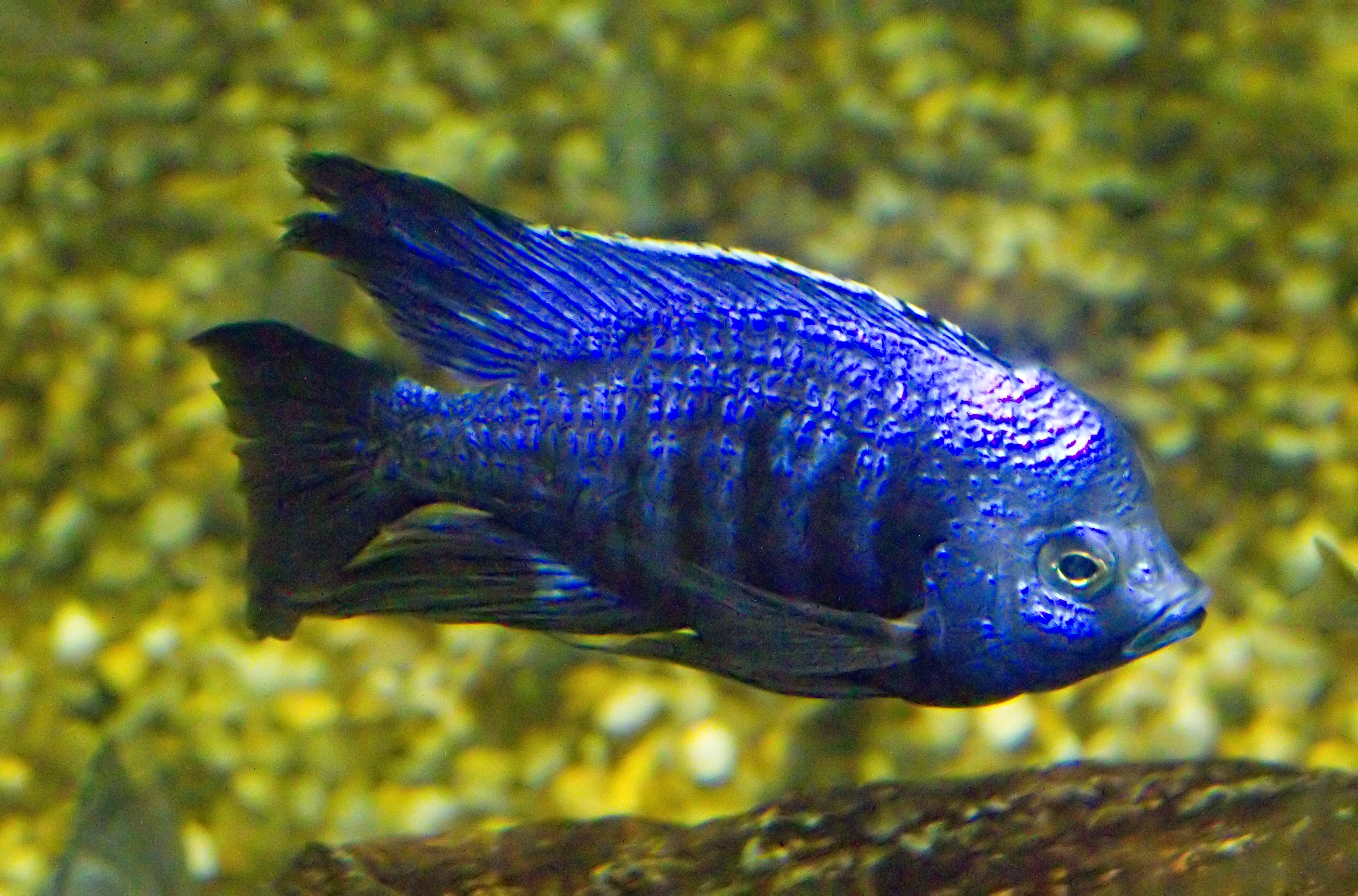
Copadichromis azureus